# 千色Citistore

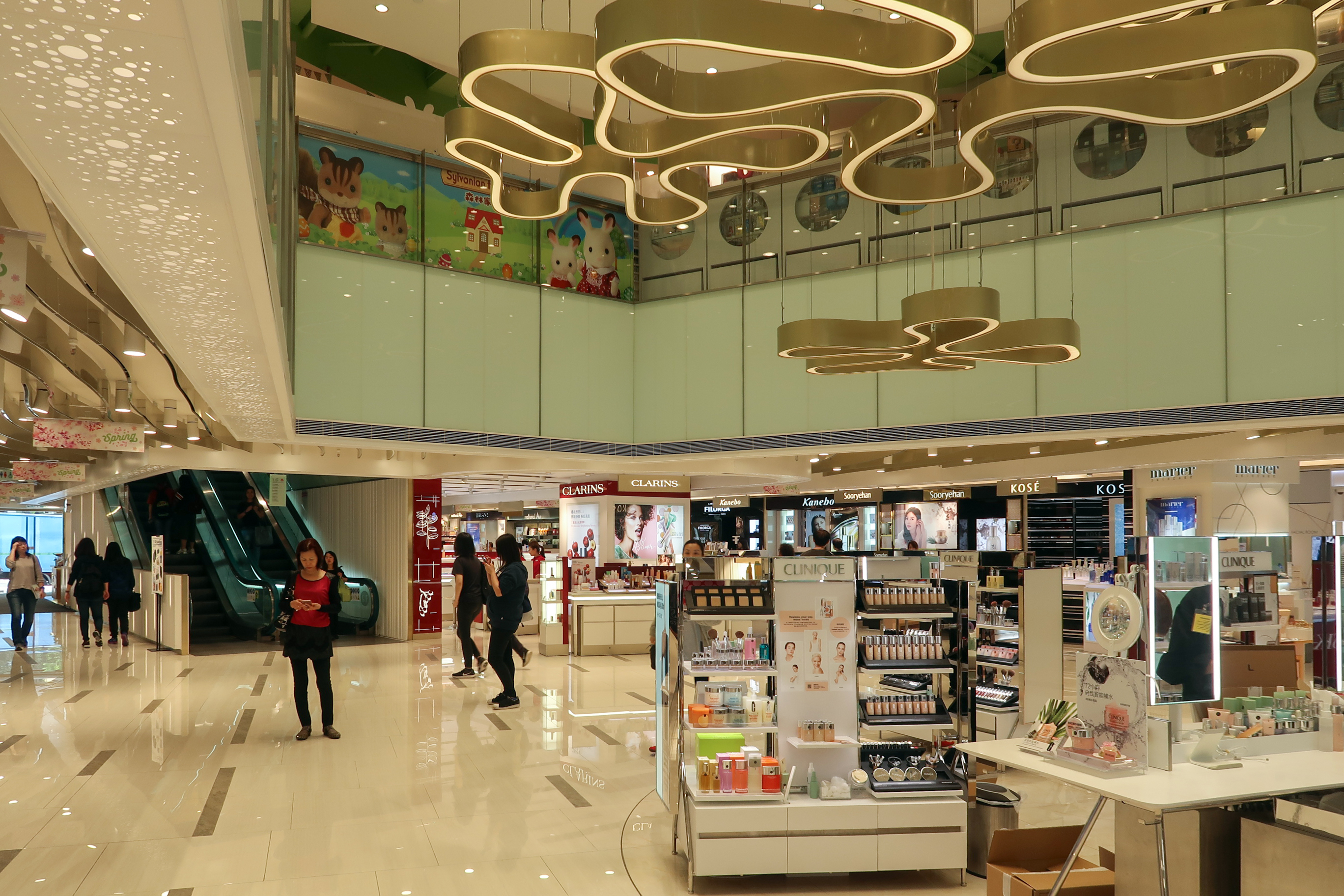
荃灣千色匯II的千色Citistore

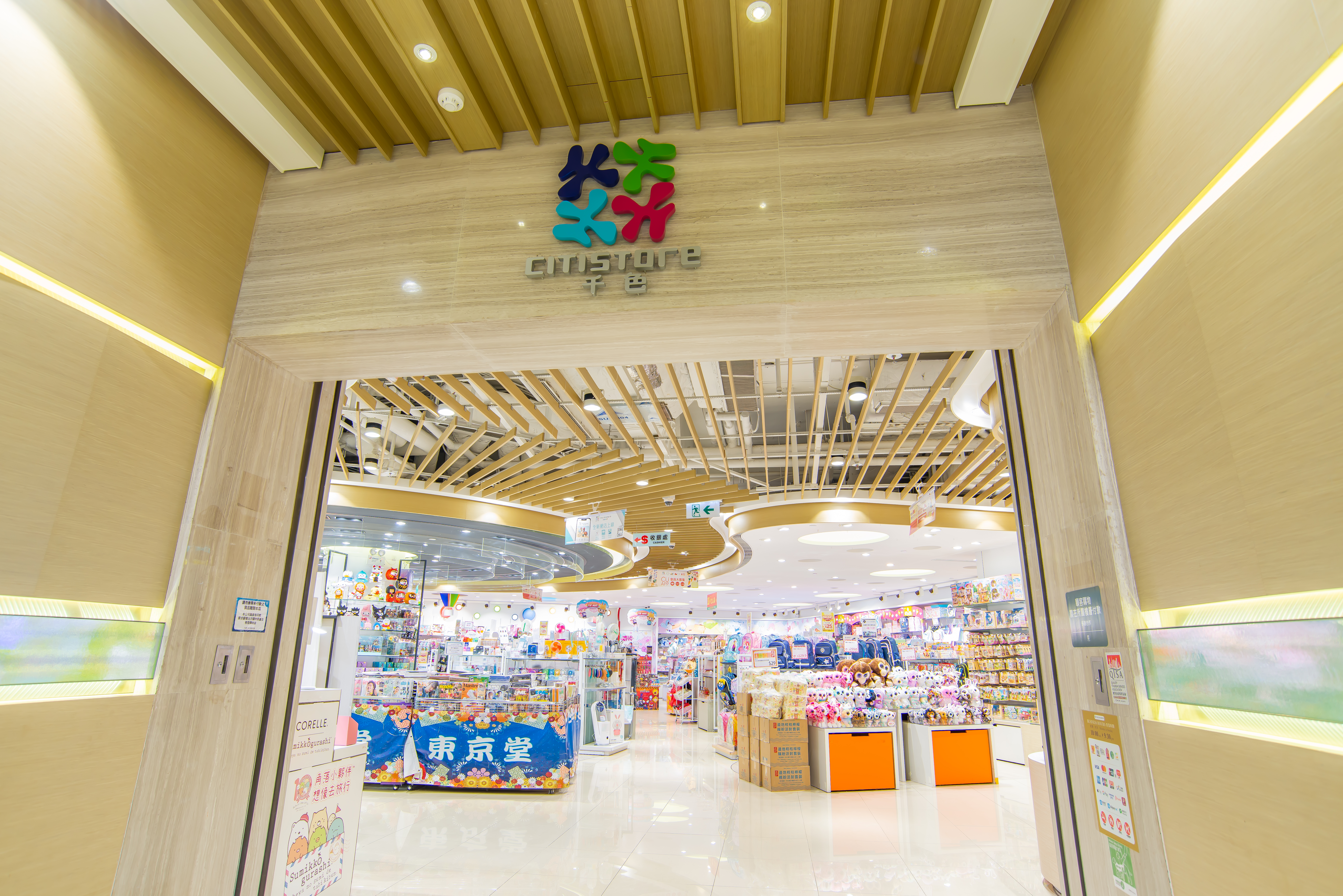
位於元朗元朗千色匯的千色Citistore

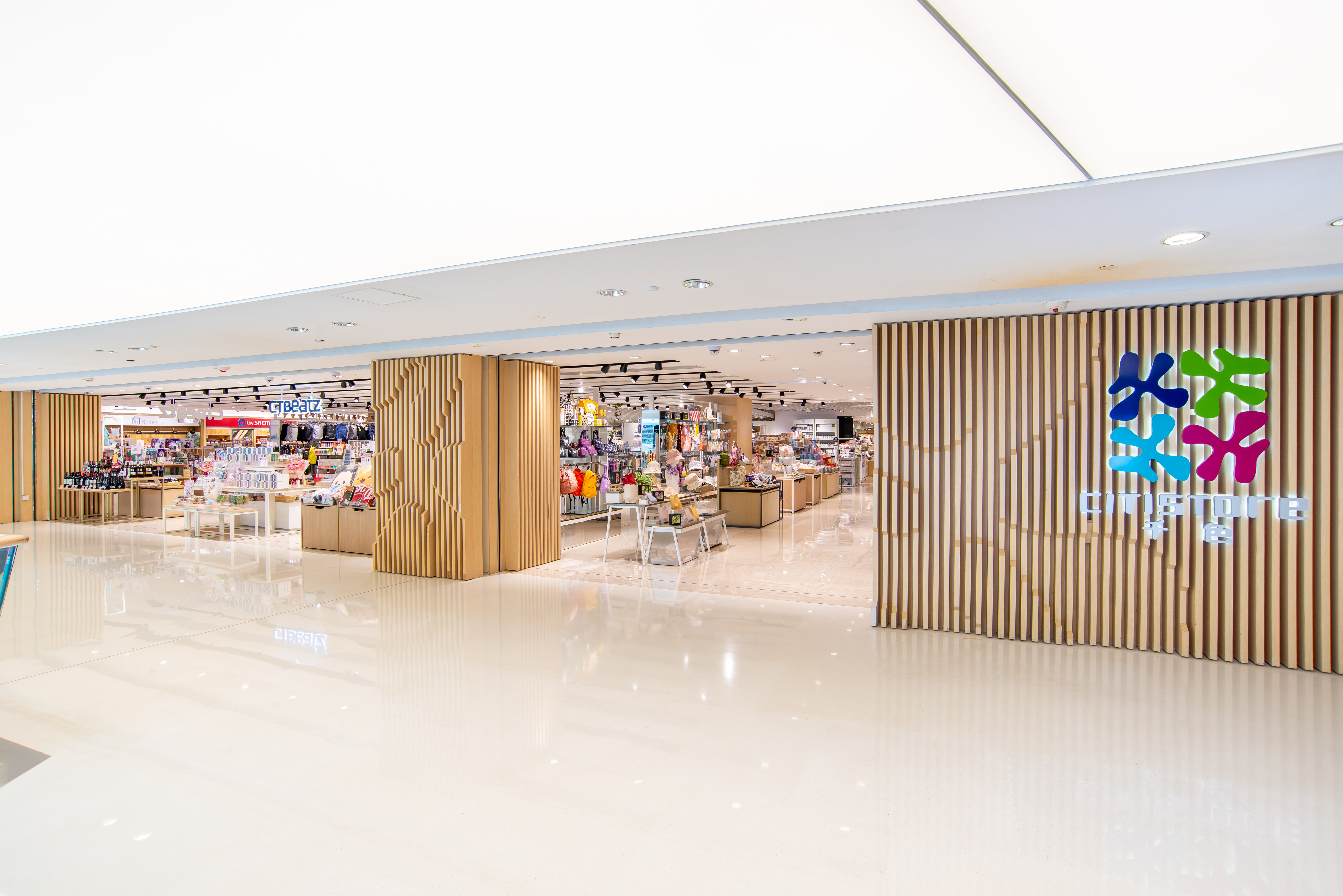
位於馬鞍山的千色Citistore

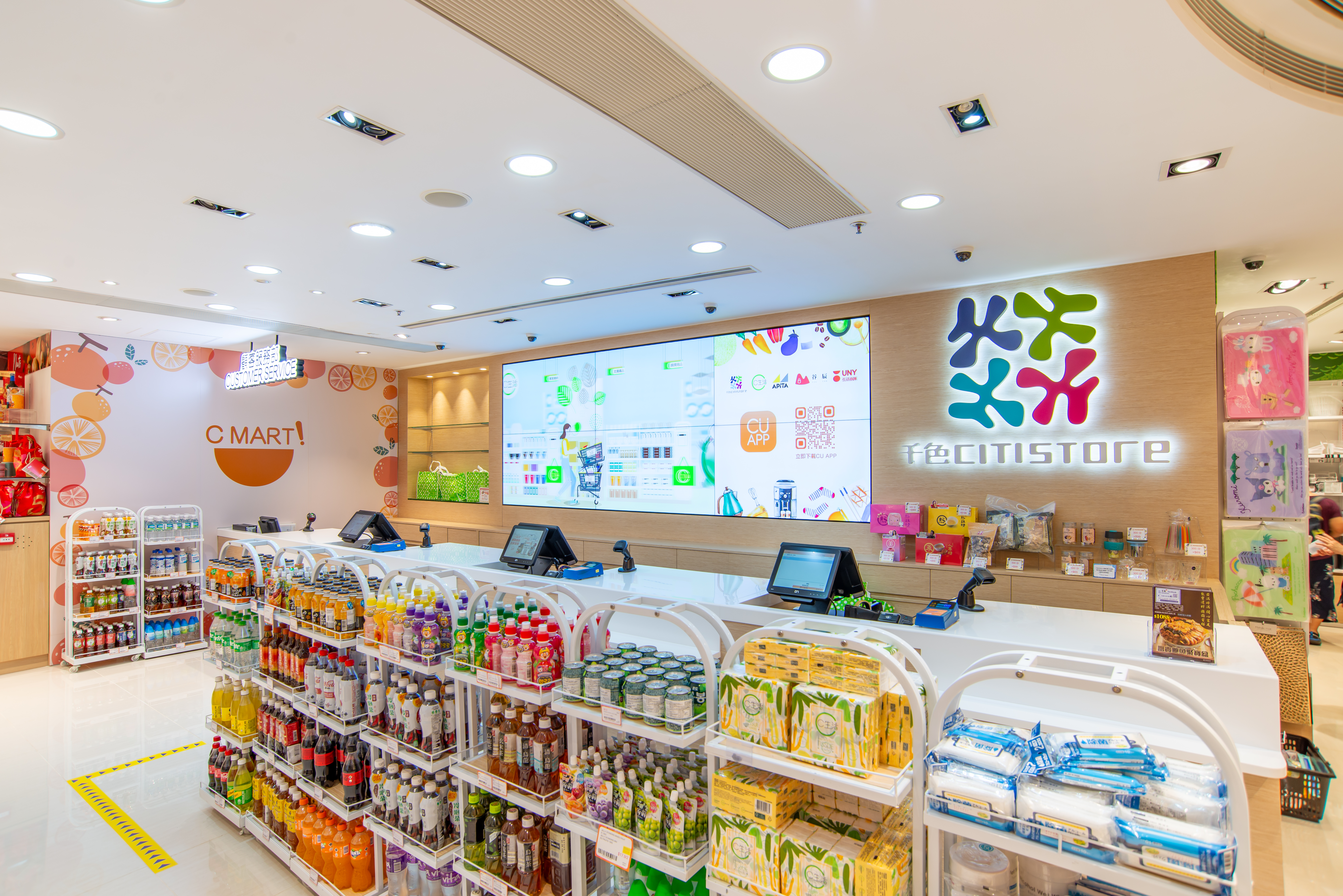
位於新都城中心的千色Citistore

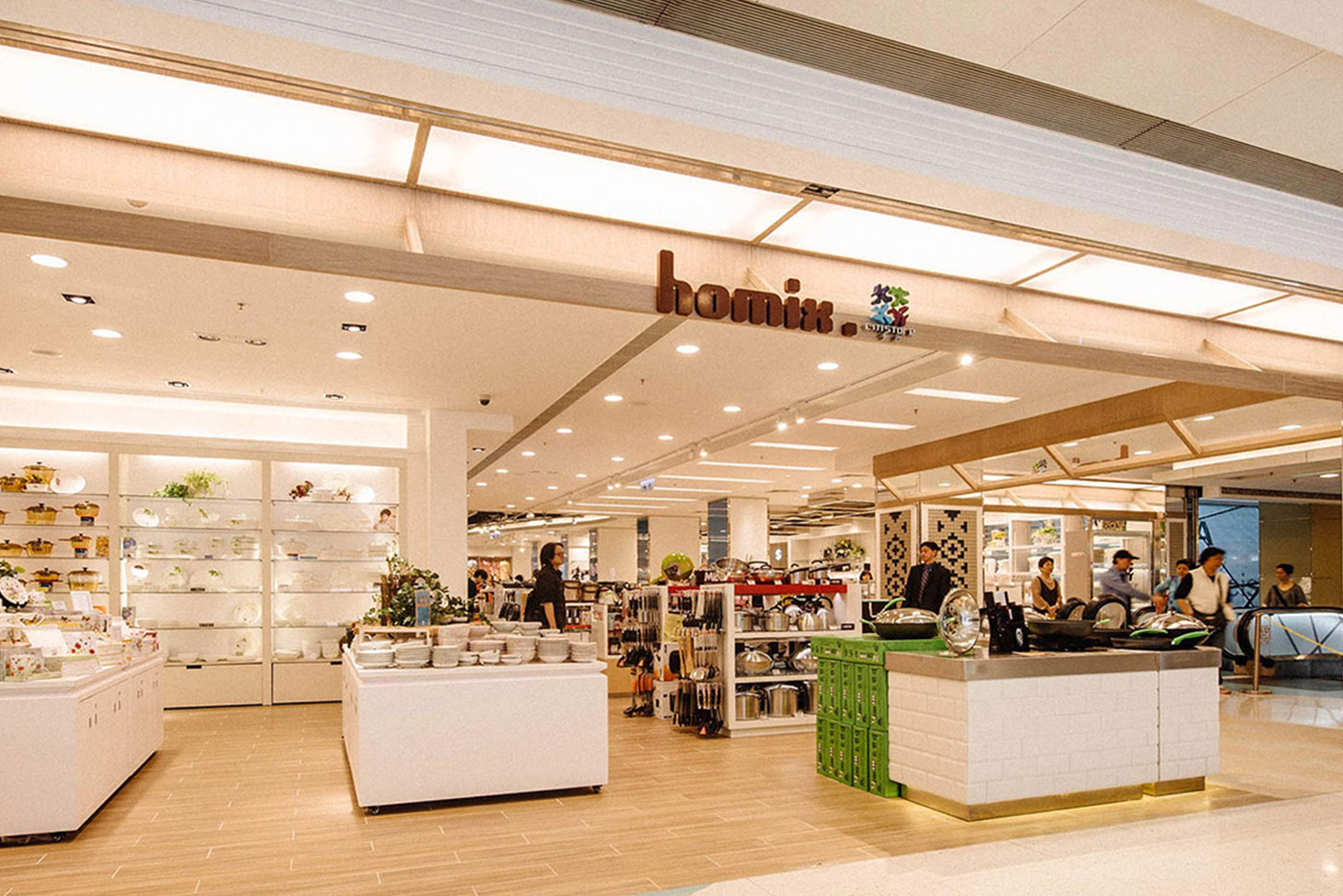
位於屯門的千色Citistore

千色Citistore，是香港一家恒基兆業發展全資擁有的百貨公司，前名為千色店及千色百貨。

## 歷史
千色Citistore所有分店均設於母公司恆基兆業旗下物業内。1989年12月，荃灣店正式開業，為首間分店，及後主要於新界各地區（元朗、屯門、馬鞍山、將軍澳）開設分店，及後才於尖沙咀美麗華商場設首間九龍分店，其分店於2005年12月轉型為服裝專門店，稱為id:c，而屯門分店亦於2006年轉型。
至2006年9月，再進駐大角咀港灣豪庭廣場，為九龍唯一的分店，原本佔地逾8萬平方呎，到2019年縮減一半至約不足4萬平方呎，到2021年6月結業。同時全線千色百貨換上全新的企業商標，易名為「千色Citistore」。
2013年3月，位於屯門的旗下服裝專門店id:c結業，至4月重新裝修開設千色Citistore。
2014年11月，恒基發展公布斥資約9.35億元，收購恒地旗下六間「千色Citistore」百貨公司及「id: c」專門店。

## 分店

### 千色Citistore
- 荃灣荃灣千色匯II期 （1989年12月開業）
- 元朗元朗千色匯 （1995年8月開業）
- 馬鞍山新港城中心 （1997年12月開業）
- 將軍澳新都城中心商場二期 （2000年12月開業）
- 屯門屯門時代廣場 （1990年代開業，2005至2012曾轉為i:dc, 2013年4月二度以原名開業）

### C生活 Citilife
- 沙田沙田廣場 （2021年4月開業）
- 黃大仙中心北館
- 屯門良景廣場
- 長沙灣元州街350號家壹地下
- 天水圍T Town（2021年9月17日開業）

## 外部連結
- 千色Citistore（页面存档备份，存于）